# Scooter
Scooter je njemačka glazbena hard-dance i techno skupina. Osnovana je u Hamburgu. Dosad je osvojila preko 80 zlatnih i platinastih nagrada te prodala preko 14 milijuna nosača zvuka. Svoje pjesme izvode isključivo na engleskom jeziku.

## Diskografija

### Remiksevi
- 1995. – Interactive – "Living Without Your Love"
- 1995. – Shahin & Simon – "Do The Right Thing"
- 1995. – Ultra-Sonic – "Check Your Head"
- 2001. – Modern Talking – "Win The Race"
- 2002. – Ratty – "Sunrise (Here I Am)"
- 2005. – Dance United – "Help! Asia"
- 2005. – Einmusik – "Jittery Heritage"
- 2005. – Bloodhound Gang – "Uhn Tiss Uhn Tiss Uhn Tiss"
- 2006. – Deichkind – "Remmidemmi (Yippie Yippie Yeah)"
- 2008. – Lützenkirchen – "3 Tage Wach"
- 2008. – Maximum Spell – "I See U"
- 2008. – Ultrabeat v Darren Styles – "Discolights"[1][2]

## Turneje
| Godina | Naziv turneje                                  |
| 1997.  | Age Of Love Tour                               |
| 1998.  | No Time To Chill Tour                          |
| 1999.  | Back To The Heavyweight Jam Tour               |
| 2000.  | Sheffield Tour                                 |
| 2002.  | Push The Beat For This Jam Tour                |
| 2004.  | We Like It Loud Tour                           |
| 2006.  | Who's Got The Last Laugh Now? Tour             |
| 2007.  | Lass Uns Tanzen Club Tour                      |
| 2007.  | The Ultimate Aural Orgasm Australian Club Tour |
| 2008.  | Clubland Live Tour                             |
| 2008.  | Jumping All Over the World Tour                |
| 2010.  | Under The Radar Over The Top Tour 2010         |

## Vanjske poveznice
- Službena stranica